# Municipi de França
Els municipis francesos (fr: commune en francès) són un nivell de divisió administrativa a la República Francesa, anàlegs als municipis d'Alemanya, Itàlia o Espanya. Es basen en comunitats geogràfiques o pobles històrics i disposen d'importants poders per gestionar les poblacions i el territori de l'àrea geogràfica coberta. Els municipis són les divisions administratives de quart nivell de França. Es tracta de la divisió administrativa més petita i antiga de França. La paraula francesa commune va aparèixer al segle XII, del llatí medieval communia, per a una gran concentració de persones que comparteixen una vida comuna; del llatí communis , "coses que tenen en comú".
Varien molt en poblament i àrea: n'hi ha des de grans ciutats extensives amb milions d’habitants com París, fins a petites cases amb només un grapat d’habitants. Els municipis normalment es basen en pobles preexistents i faciliten la governança local. Tots els municipis tenen nom, però no tots els noms de les àrees geogràfiques o grups de persones que resideixen junts són municipis, i la diferència resideix en la manca de poders administratius. Es tracta del nivell més baix de divisió administrativa a França i es regeix per funcionaris electes, inclòs un alcalde (maire) i un consell municipal (Conseil Municipal). Tenen extensos poders autònoms per implementar la política nacional.

## Quantitat de municipis
El gener de 2021 hi havia 35.083 municipis a França, dels quals 34.836 es trobaven a la França metropolitana, 129 als departaments d'ultramar i 83 a les col·lectivitats d'ultramar i Nova Caledònia. Aquesta és una xifra considerablement superior al de qualsevol altre país europeu, perquè els municipis francesos encara reflecteixen en gran part la divisió de França en pobles o parròquies del moment de la Revolució Francesa.
Tot el territori de la República Francesa està dividit en municipis; fins i tot muntanyes deshabitades o boscos tropicals depenen d'una comuna per a la seva administració. Això és a diferència d'altres països, com els Estats Units, on es poden trobar àrees no incorporades directament governades per un comtat o una autoritat superior. Hi ha poques excepcions.

## Extensió
A la França metropolitana l'àrea mitjana d'una comuna el 2004 era de 14,88 km². L'àrea mitjana dels municipis de França metropolitana al cens de 1999 era encara més petita, amb 10,73 km². L'àrea mitjana dona una millor idea de la mida d'una comuna "típica" de França continental que l'àrea mitjana, ja que la mitjana inclou alguns municipis molt grans.
A Itàlia, l'àrea mitjana de comuns (comune) és de 22 km²; a Bèlgica és 40 km²; a Espanya és 35 km²; i a Alemanya, la majoria dels Länder tenen municipis (Gemeinden) amb una àrea mitjana superior a 15 km². Suïssa i els Länder de Renània-Palatinat, Schleswig-Holstein i Turíngia a Alemanya eren els únics llocs d'Europa on els municipis tenien una àrea mitjana més petita que a França.
Els municipis dels departaments d'ultramar de França, com la Reunió i la Guaiana Francesa, són grans segons els estàndards francesos. Normalment, agrupen en una mateixa comuna diversos pobles o pobles, sovint amb distàncies importants entre ells. A la Reunió, l'expansió demogràfica i la urbanització extensiva han provocat el fraccionament administratiu d'alguns municipis.

## Població
La població mitjana dels municipis de França metropolitana segons el cens de 1999 era de 380 habitants. Un cop més, aquest és un nombre molt reduït, i França és un cas singular a Europa, amb la població mitjana de municipis més baixa de tots els països europeus (les municipis de Suïssa o de Renània-Palatinat poden cobrir una àrea més petita, com s'ha esmentat anteriorment, però són més poblades). Aquesta petita població mitjana de les municipis franceses es pot comparar amb Itàlia, on la població mitjana dels municipis l'any 2001 era de 2.343 habitants, Bèlgica (11.265 habitants), o fins i tot Espanya (564 habitants).
La població mitjana que s'indica aquí no ha d'amagar el fet que hi ha diferències pronunciades de grandària entre els municipis francesos. Com s'ha esmentat a la introducció, una comuna pot ser una ciutat de 2 milions d'habitants com París, una ciutat de 10.000 habitants, o només un llogarret de 10 habitants. El que ens diu la població mitjana és que la gran majoria dels municipis francesos només tenen uns centenars d'habitants, però també hi ha un petit nombre de municipis amb una població molt més elevada.
A França metropolitana, el 57% dels 36.683 municipis tenen menys de 500 habitants i, amb 4.638.000 habitants, aquests municipis més petits constitueixen només el 7,7% de la població total. És a dir, només el 8% de la població francesa viu al 57% dels seus municipis, mentre que el 92% es concentra en el 43% restant.

## Estatus
Malgrat les diferències de població, cadascun dels municipis de la República Francesa posseeix un alcalde (maire) i un consell municipal (conseil municipal), que gestionen conjuntament el municipi des de l'ajuntament (mairie), amb exactament els mateixos poders independentment de la mida de la comuna. Aquesta uniformitat d'estatus és un llegat de la Revolució Francesa, que volia eliminar les idiosincràsies locals i les enormes diferències d'estatus que hi havia al regne de França.
La llei francesa té en compte les grans diferències de mida de la comuna en una sèrie d'àmbits del dret administratiu. La mida del consell municipal, el mètode d'elecció del consell municipal, la retribució màxima admissible de l'alcalde i els tinents d'alcalde i els límits de finançament de la campanya municipal, entre altres característiques, depenen de l'escaló de població en què es troba una comuna concreta.
Des de la Llei PLM de 1982, tres municipis francesos també tenen un estatus especial perquè es divideixen a més en districtes municipals: es tracta de París, Marsella i Lió. El districte municipal és l'única unitat administrativa per sota de la comuna a la República Francesa, però només existeix en aquests tres municipis. Aquestes divisions no s'han de confondre amb els arrondissements, o districtes francesos, que són subdivisions dels departaments francesos: els comuns francesos es consideren persones jurídiques, mentre que els districtes municipals, en canvi, no tenen capacitat oficial ni pressupost propi.
Els drets i les obligacions dels municipis es regeixen pel Code général des collectivités territoriales (CGCT) que va substituir el Code des communes (excepte en matèria de personal) amb l'aprovació de la llei de 21 de febrer de 1996 per a la legislació i el decret número 2000-318 de 7 d'bril de 2000 per a la normativa.
Del 1794 al 1977 — llevat uns mesos el 1848 i el 1870/71 — París no tenia alcalde i, per tant, estava controlat directament pel prefecte departamental. Això significava que París tingués menys autonomia que determinades ciutats o pobles. Fins i tot després que París recuperés el dret d'elegir el seu propi alcalde el 1977, el govern central va mantenir el control de la policia de París. A la resta de municipis francesos la policia municipal està sota la supervisió de l'alcalde.

## Classificació
L'INSEE (Institut Nacional de l'Estadística i dels Estudis Econòmics) atorga codis d'indexació numèrica a diverses entitats de França, en particular als municipis (que no coincideixen amb els codis postals). El codi complet té vuit dígits i tres espais dins, però hi ha un codi simplificat popular amb cinc dígits i sense espai:
- Dos dígits (departament) i tres dígits (municipi) per als 96 departaments de la França metropolitana.
- Tres dígits (departament o col·lectivitat) i dos dígits (municipi) per als departaments d'ultramar, les col·lectivitats d'ultramar i els països d'ultramar.

## Administració
Cada municipi té un consell municipal (conseil municipal) format per consellers municipals (conseillers municipaux). El consell municipal és l'òrgan legislatiu i deliberatiu del municipi. Els regidors municipals són elegits pels habitants del municipi per un mandat de 6 anys. Cada municipi és governat per un alcalde (maire) elegit per un mandat de 6 anys.